# Pavel Besta
Pavel Besta (ur. 2 września 1982 w Ostrawie) – czeski piłkarz występujący na pozycji pomocnika.